# Église Saint-Laurent de Lorentzen
L'église Saint-Laurent ou salle Stengel est un monument historique situé à Lorentzen, dans le département français du Bas-Rhin.

## Localisation
Ce bâtiment est situé place de l'Église à Lorentzen.

## Historique
Elle est construite en 1768 dans le cadre du contrat entre Louis XV et le comte de Sarrebruck pour mettre fin au simultaneum (utilisation par les communautés catholiques et protestantes de la même église). Elle a été conçue par Frédéric-Joachim Stengel, architecte à la cour de Nassau-Sarrebruck.
L'édifice fait l'objet d'une inscription au titre des monuments historiques depuis 1985.
L'église, désaffectée en 1986 par décret ministériel, a été transformée en salle culturelle, inaugurée en 1993.